# František Ferdinand Khünburg
František Ferdinand hrabě z Khünburgu (také Küenburg, Khuenburg, Kuenburg nebo Kienburg; 5. února 1651 Mossa u Gorice – 7. srpna 1731 Praha) byl rakouský šlechtic z rodu Küenburgů a římskokatolický duchovní. Působil jako biskup v Lublani a arcibiskup pražský.

## Životopis

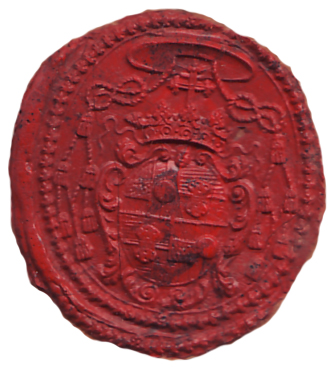
Pečeť arcibiskupa 1713

Původně byl kanovníkem v Salcburku, poté působil jako biskup v Lublani (1701–1711), kde se zasloužil o výstavbu lublaňské katedrály sv. Mikuláše.
Do úřadu pražského arcibiskupa byl císařem nominován brzy po smrti svého předchůdce, již 14. dubna 1710, ale svého stolce se v Praze ujal se značným zpožděním teprve 10. dubna roku 1714, protože v té době panoval strach z morové epidemie. Z titulu tohoto úřadu založil řád celestinek (1710) a řád sester alžbětinek (1719), především pro službu nemocným a trpícím. Korunoval císaře Karla VI. českým králem (1723), měl i významný podíl na kanonizaci sv. Jana Nepomuckého (1729). Bojoval za rekatolizaci země a proti protestantismu, zejména ve východních Čechách. V roce 1732 prosadil v Čechách podřízení poustevníků nově ustanovenému bratrstvu ivanitů, kterému pak Marie Terezie zakázala přijímat nové členy, Josef II. pak roku 1782 bratrstvo patentem zrušil a poustevnický život zakázal.

## Majetek
V roce 1678 koupil od Přehořovských z Kvasejovic Mladou Vožici, kterou v letech 1681–1717 rozšířil nákupem dalších menších statků, čímž mezi Táborem a Benešovem vytvořil velké panství. Na nově získaných statcích nechal postavit barokní zámek v Miličíně (již neexistující). V letech 1691–1718 byl dočasně také majitelem panství Horní Cerekev, kde nechal tvrz přestavět na zámek. V roce 1720 vytvořil z Mladé Vožice rodinný fideikomis, který po jeho smrti zdědil prasynovec František Josef (1714–1793), pokračovatel české linie rodu Küenburgů.

## Fundace a donace
Byl donátorem 1. kaple poutní cesty od pražské Lorety na Hradčanech do kláštera v Hájku. Kaple byly postaveny v letech 1720–1724 a renovovány v 90. letech 20. století. Arcibiskupský statek Kojetín na střední Moravě vyměnil za Dolní Břežany u Prahy, kde dal starší zámek s parkem adaptovat na letní rezidenci pražských arcibiskupů, která sloužila až do roku 1945.
Městu Rožmitál dal potvrdit privilegia a mýto a byl donátorem farního kostela Povýšení svatého Kříže.